# Torneo de Valencia 2011
El Torneo de Valencia es un evento de tenis que se disputa en Valencia, España, que se juega entre el 29 de octubre y el 6 de noviembre de 2011.

## Campeones
- Individuales masculinos:  Marcel Granollers derrota a   Juan Mónaco, 6–2, 4–6, 7-6(3).

- Dobles masculinos:  Bob Bryan /  Mike Bryan derrotan a  Eric Butorac /  Jean-Julien Rojer por 6-4, 7-6(9).